# Bessie Spencer

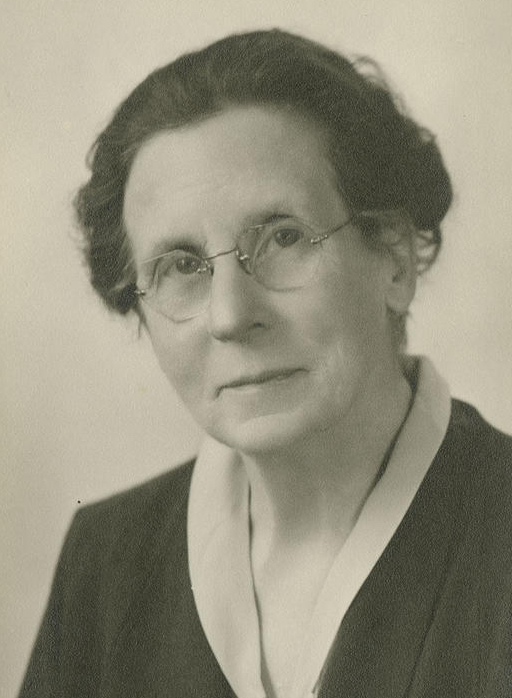
Anna Elizabeth Jerome Spencer
(1945)

Bessie Spencer, mit bürgerlichem Namen Anna Elizabeth Jerome Spencer genannt, OBE (* 16. November 1872 in Napier, Neuseeland; † 23. Oktober 1955 in Napier, Neuseeland) war eine neuseeländische Lehrerin, Schulleiterin, Obstbäuerin und Gründerin des New Zealand Women’s Institute.

## Frühes Leben
Anna Elizabeth Jerome Spencer, von ihren Freunden Bessie genannt und den Vornamen sie ihr Leben lang weiter trug, wurde am 16. November 1872 als drittes Kind und älteste Tochter der Eheleute Anna Heatly und William Isaac Spencer, einem Chirurg und späteren Bürgermeister (1882–1885) von Napier, in derselbigen Stadt geboren. Bessie und ihre Schwester Emily wurden bis 1884 von einer Gouvernante erzogen. Anschließend besuchten beide die Napier Girls' High School.

## Lehrtätigkeit
Bessie wurde nach Abschluss ihrer Schulzeit Lehrerin an ihrer Schule und studierte nebenbei am Canterbury College, wo sie 1895 ihren Bachelor-Abschluss machte. Doch sie studierte weiterhin, beschäftigte sich mit englischer Literatur, lernte weitere Sprachen, interessierte sich für Fotografie und studierte sogar Astronomie und mikroskopieren von Präparaten.
Bessie war Anhängerin des Anglikanischen Glaubens, interessierte sich aber trotzdem für Themen des Buddhismus, der Christliche Wissenschaft, des Katholizismus und der Theosophie. Zusammen mit ihren Schwestern Emily und Amy gründete sie die Theosophische Gesellschaft in Napier.
In den frühen 1990er Jahre schloss sie sich dem Havelock Work an. Diese Gruppe wandte sich der Eclectic Esoteric Philosophy zu, die von Robert Felkin vom Hermetic Order of the Golden Dawn, einem esoterisch arbeitender Orden vertreten wurde. Artikel, die seinerzeit Bessie für den Orden schrieb, wurden in deren Zeitschrift, dem Forerunner veröffentlicht.
1898 wurde Bessie die erste Assistentin an der Napier Girls' High School und 1901 die Schulleiterin der Schule.

## Obstbäuerin
1908 verstarb ihre Mutter. Im selben Jahr erwarb sie ein Grundstück in dem Dorf Rissington, nordwestlich von Napier und legte dort einen Obstgarten an. Ende 1909 quittierte sie den Schuldienst. Nun auf dem Land lebend verpackte sie Obst und stellte Butter her und unterrichtete in Sonntagsschulen. Als im Jahr 1914 der Erste Weltkrieg begann, organisierte sie Nähtreffen und bot ihre Dienste für Arbeiten zur Unterstützung der Soldaten an.

## England
1916 kehrte sie nach Napier zurück und ging danach nach England, um in London Opfer von Kriegsverletzungen im Lonsdale House zu pflegen. 1918 trat sie in London der Women's International Street Patrol bei und ihr Interesse an einer Kunsthandwerksausstellung in London machte sie auch mit dem Women‘s Institute in England bekannt.

## Neuseeland
Zurück in Neuseeland gründete Bessie das Hillsbrook Domestic Science Hostel in Havelock North, britische Frauen für den Hausdienst in ländlichen Gebieten auszubilden. Doch das Projekt scheiterte. Sie schloss sich der Spinnerei und Weberei von ihrer Schwester Amy an. Zusammen mit ihr gründeten sie im Januar 1921 bei einem Treffen von Frauen das Rissington Women's Institute. 1925 gab es bereits sechs Institute dieser Art in der Hawke’s Bay, die zusammen den ersten Verband in der Provinz bildeten. Mit einem Schwerpunkt auf eine gesunde Beschäftigung auf dem Lande, wollte das Institut Frauen Interessen außerhalb des Hauses vermitteln.
1923 lernte sie auf den Jubiläumsfeierlichkeiten des Canterbury College Kate Sheppard und Jessie Mackay kennen, die sie überredeten den National Council of Women of New Zealand in Hawke‘s Bay wiederzubeleben. 1924 wurde sie Präsidentin des Zweigs. Des Weiteren war sie Präsidentin des Hawke's Bay Women's Club und Mitglied des Beirats der Zeitschrift Woman To-day. 1932 gründete Bessie die Townswomen's Guild in Napier, die ähnliche Möglichkeiten für Frauen in der Stadt bieten sollte. 1933 nahm sie an der Tagung des National Federation of Women‘s Institutes in London teil und reiste anschließend nach Stockholm, um an der Eröffnungssitzung der Associated Country Women of the World beizuwohnen.
1952 zog Bessie zusammen mit ihrer Schwester wieder zurück nach Napier, wo sie am 23. Oktober 1955 im Alter von 82 Jahren verstarb.

## Ehrungen
- 1937 – Officer of the Most Excellent Order of the British Empire (OBE)[2]